# La Paix du ménage
La Paix du ménage (em português A paz conjugal) é um romance francês de Honoré de Balzac, surgido em 1830 pela editora Mame et Delaunay-Vallée, nas Cenas da vida privada, depois em 1842 na edição Furne, na parte de mesmo nome da Comédia Humana.
Dedicada por Balzac a sua querida sobrinha, Valentine Surville, essa novela curta, vívida, incisiva é construída como uma peça de teatro sobre a unidade de tempo: uma hora, e sobre a unidade de lugar: um baile. Contrariamente ao que o título pode fazer crer, não se trata em nada de um romance burguês, mas de uma pintura brilhante da vida mundana no Império. "Apesar de ser uma das novelas menos conhecidas e de extensão reduzida, é uma das obras mais densas da Comédia Humana. Dir-se-ia uma pequena joia, trabalhada com incrível requinte [...]."
Por que o título A paz conjugal? Porque em meio ao jogo de intrigas, a velha duquesa de Lansac, que conduz os fios da ação, aconselha a uma das personagens que, se quiser viver o "papel de uma coquete e não se casar", tudo bem, mas sob a ressalva de que não perturbe "a paz dos lares", não destrua "a união das famílias e a ventura das mulheres que são felizes". E o objetivo das manipulações da duquesa, alcançado ao final da trama, é devolver a paz conjugal ao lar do casal Soulanges.

## Enredo
O enredo decorre no final de 1809, "momento em que o fugaz império de Napoleão atingia o apogeu de seu esplendor", época em que "os corações eram nômades como os regimentos". O baile é promovido em casa do conde de Gondreville com uma demonstração de luxo em meio à qual uma desconhecida de vestido azul, discreta e tímida, contrasta com a arrogância e o exibicionismo que reina nesse lugar. Intrigados com essa bela pessoa, o conde de Montcornet e o barão de la Roche-Hugon se lançam a um jogo de apostas: um dos dois deverá seduzir essa maravilhosa pessoa que é precisamente a esposa do conde de Soulanges. As intrigas amorosas começam, se desfazem, se renovam.
A densidade da escrita lembra quase uma peça de teatro. É, de resto, a uma peça de teatro que esse baile de máscaras se assemelha, onde cada um brinca de parecer aquilo que não é. "Ali, como por toda parte, o prazer nada mais era do que uma máscara. Os semblantes serenos e risonhos, as frontes calmas encobriam odiosos cálculos; as manifestações de amizade mentiam, e mais de uma personalidade desconfiava menos dos inimigos que dos amigos."
O episódio do anel de diamante que circula por várias mãos até fortuitamente retornar à possuidora original foi provavelmente inspirado pela Aventura do diamante do autor cômico do final do séc. XVII Dufresny. Mas, segundo Rónai, "nas mãos do criador do romance moderno, o conto frívolo transforma-se num pequeno drama e, ao mesmo tempo, [...] num verdadeiro documento social".